# Eragrostis congesta
Eragrostis congesta är en gräsart som beskrevs av Daniel Oliver. Eragrostis congesta ingår i släktet kärleksgrässläktet, och familjen gräs. Inga underarter finns listade i Catalogue of Life.